# Hôtel de Beaumont ou de Teste
L'Hôtel de Beaumont, puis hôtel de Teste, est un bâtiment en Avignon, dans le département de Vaucluse.

## Histoire
Au no 9 se trouvait la maison de Jacques de Beaumont, chanoine de la collégiale Saint-Pierre. Cette maison a été louée à Armand du Plessis, évêque de Luçon, pendant son exil à Avignon, du 15 mai 1618 au 7 mars 1619. Il est venu à Avignon avec son frère aîné, Henri du Plessis, marquis de Richelieu, et son beau-frère, Vignerot de Pont-Courlay, frappés de la même disgrâce royale. Le secrétaire de Richelieu, Michel le Masle, l'avait précédé à Avignon. Il avait signé le contrat de location le 12 mai 1618 avec le chanoine de Beaumont devant le notaire Louis Durieu. La maison était louée pendant un an à dater du 15 du mois pour 700 livres payable par anticipation. L'évêque de Luçon a quitté Richelieu avec son frère et son beau-frère le 20 avril et sont arrivés à Avignon après un voyage qui a duré 25 jours. Il n'était accompagné que par son valet de chambre Jean Bourguignon. Il a fait imprimé pendant son séjour à Avignon Instruction au chrétien ou catéchisme du diocèse de Luçon avec deux lettres adressées au curés de son diocèse le 1er septembre 1618. Le privilège du roi est du 17 février 1619. Tous les matins il se rendait à l'église des Minimes près de la porte Saint-Roch. Son frère a obtenu de rentrer sur ses terres après le décès de son épouse. Son beau-frère est parti avec lui. Son secrétaire Le Masle a résilié le bail le 13 février 1619. Avant de partir d'Avignon, il a fait plusieurs cadeaux. Il a reçu la lettre du roi Louis XIII le rappelant auprès de la reine-mère Marie de Médicis le 7 mars 1619 des mains de Charles Le Clerc, seigneur du Tremblay, frère du père Joseph. Il part aussitôt d'Avignon et arrive à Angoulême le 27 mars 1619.
La maison du no 9 rue de la Croix était séparée de celle du no 11 par une impasse au bout de laquelle se trouvait la chapelle Sainte-Croix. L'immeuble du no 11 était la propriété depuis 1665 de Philippe de Bertrand de Pélicier, seigneur d'Eyrolles. Il l'a légué à sa veuve, Julie de Cavaillon. Celle-ci a acheté la maison du no 9 en 1685. Les deux maisons ont alors étaient jointes par un arceau au-dessus de l'impasse. Joseph-Dominique de Garcin, docteur en droit, agrégé et registrateur des bulles apostoliques, devient le propriétaire des deux maisons. En 1730 une contestation s'est élevée entre Joseph-Dominique de Garcin et le chapitre de Saint-Agricol, propriétaire de la chapelle, pour savoir à qui appartenait le passage. Dans le même temps, les recteurs du Mont-de-Piété, dont le bâtiment est contigu à la chapelle offrait de l'acheter pour s'agrandir. Par un acte du 9 novembre 1730, le passage est cédé à Joseph-Dominique de Garcin et la chapelle est cédée au Mont-de-Piété.
Le 17 septembre 1740, Joseph de Teste, docteur agrégé, consulteur du Saint-Office, coseigneur de Venasque et de Saint-Didier, bulliste et dataire de la vice-légation, a acheté les deux maisons à Joseph-Dominique de Garcin. La famille Teste était originaire du Piémont. Elle était arrivée à Pernes au XVe siècle. Elle a donné plusieurs jurisconsultes à Avignon et des primiciers à l'université d'Avignon. Cette charge conférant la noblesse, ils ont ajouté une particule à leur nom. Paul Achard attribue à Joseph de Teste, peu après 1740, la construction de la plus grande partie de l'hôtel avec sa façade unifiée sur la rue de la Croix à la suite de la suppression du passage. Mais en l'absence de documents sur la construction de l'hôtel, il n'est pas possible d'être plus précis. Pierre Lavedan s'interroge sur la participation de Jean-Baptiste Franque à la construction de l'hôtel sur le modèle des hôtels parisiens construits dans les années 1730.
Pendant la Révolution, son propriétaire, François-Joseph de Teste, se réfugie en Italie. Son épouse, Claudine de Rhodes, obtient le divorce et la propriété de l'hôtel. Elle meurt avant le retour de François-Joseph de Teste qui a pu reprendre l'hôtel. Ses descendants ont pu conserver l'hôtel jusqu'au milieu du XIXe siècle. Il appartenait alors aux frères César et Jules de Teste, avocats. Il devient ensuite la propriété de médecins avignonnais. Le docteur Azémar l'a fait restaurer.
Légué par Michèle Azémar par testament du 26 septembre 2013 à la ville d'Avignon, l'hôtel de Beaumont de Teste est en cours de transformation en musée d'art contemporain.
L'hôtel a été classé au titre des monuments historiques le 14 décembre 1992.